# Kyle Criscuolo
Kyle Criscuolo, född 5 maj 1992, är en amerikansk professionell ishockeyforward som är kontrakterad till NHL-organisationen Detroit Red Wings och spelar för deras farmarlag Grand Rapids Griffins i AHL.
Han har tidigare spelat på NHL-nivå för Buffalo Sabres och på lägre nivåer för San Diego Gulls, Lehigh Valley Phantoms, Rochester Americans och Grand Rapids Griffins i AHL, Harvard Crimson (Harvard University) i NCAA och Sioux City Musketeers i USHL.
Criscuolo blev aldrig draftad av något NHL-lag.

## Statistik
| 2005–2006   | Team Comcast          | AYHL        | 32  | 15 | 27 | 42  | 4  | —  | — | — | —  | —  |
| 2006–2007   | Mercer Chiefs         | AYHL        | 22  | 8  | 15 | 23  | 12 | —  | — | — | —  | —  |
| 2007–2008   | Team Comcast          | AYHL        | 32  | 32 | 34 | 66  | 18 | —  | — | — | —  | —  |
| 2008–2009   | Team Comcast          | AYHL        | 21  | 31 | 24 | 55  | 8  | —  | — | — | —  | —  |
|             | Saint Joseph's Prep   |             | 21  | 25 | 32 | 57  | 18 | —  | — | — | —  | —  |
| 2009–2010   | Choate Rosemary Hall  |             | 28  | 19 | 22 | 41  | —  | —  | — | — | —  | —  |
|             | New York Bobcats      | AtJHL       | 9   | 4  | 3  | 7   | 4  | 2  | 0 | 1 | 1  | 0  |
| 2010–2011   | Choate Rosemary Hall  |             | 24  | 15 | 27 | 42  | —  | —  | — | — | —  | —  |
| 2011–2012   | Sioux City Musketeers | USHL        | 59  | 21 | 23 | 44  | 24 | 1  | 0 | 1 | 1  | 0  |
| 2012–2013   | Harvard Crimson       | NCAA        | 22  | 6  | 7  | 13  | 4  | —  | — | — | —  | —  |
| 2013–2014   | Harvard Crimson       | NCAA        | 31  | 11 | 9  | 20  | 22 | —  | — | — | —  | —  |
| 2014–2015   | Harvard Crimson       | NCAA        | 37  | 17 | 31 | 48  | 12 | —  | — | — | —  | —  |
| 2015–2016   | Harvard Crimson       | NCAA        | 34  | 19 | 13 | 32  | 8  | —  | — | — | —  | —  |
|             | Grand Rapids Griffins | AHL         | 4   | 0  | 0  | 0   | 0  | —  | — | — | —  | —  |
| 2016–2017   | Grand Rapids Griffins | AHL         | 76  | 17 | 24 | 41  | 14 | 19 | 5 | 4 | 9  | 14 |
| 2017–2018   | Buffalo Sabres        | NHL         | 9   | 0  | 0  | 0   | 4  | —  | — | — | —  | —  |
|             | Rochester Americans   | AHL         | 51  | 15 | 19 | 34  | 34 | 3  | 1 | 0 | 1  | 2  |
| 2018–2019   | Rochester Americans   | AHL         | 43  | 6  | 14 | 20  | 14 | 3  | 0 | 0 | 0  | 0  |
| NHL totalt  | NHL totalt            | NHL totalt  | 9   | 0  | 0  | 0   | 4  | —  | — | — | —  | —  |
| AHL totalt  | AHL totalt            | AHL totalt  | 174 | 38 | 57 | 95  | 62 | 25 | 6 | 4 | 10 | 16 |
| NCAA totalt | NCAA totalt           | NCAA totalt | 124 | 53 | 60 | 113 | 46 | —  | — | — | —  | —  |